# Alloschmidia
Alloschmidia é um género botânico pertencente à família Arecaceae.